# 粘土瓦

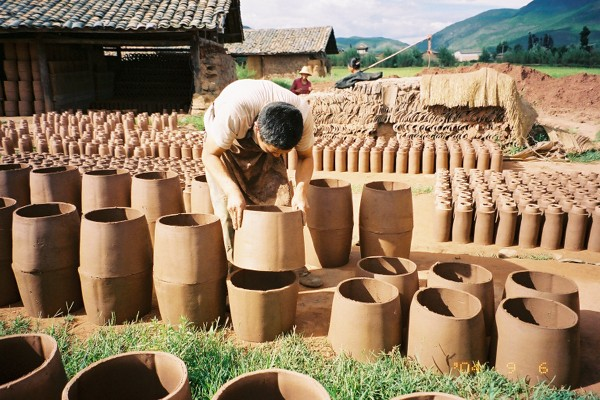
中国雲南省の粘土による瓦の生産。労働集約的技術によって、現地の資源を有効活用している。

粘土瓦（ねんどがわら）は、屋根葺き材料の1つ。粘土を混練、成形、焼成した屋根材の総称。単に瓦と示す場合、たいていは粘土瓦のことを指す。

## 概要
JISの製法区分では釉薬瓦（陶器瓦）、いぶし瓦、無釉瓦に分けられ、釉薬瓦には塩焼瓦（しおやきがわら）を含むと定められている。
日本書紀には崇峻天皇元年（588年）に百済から4人の瓦博士が渡来したと記されている。瓦博士が造瓦術を伝えたのは飛鳥寺だが、後の平城京遷都の際、元興寺に瓦などが移築、再使用されている。飛鳥寺は鎌倉時代にすべての堂塔が失われたといわれているが、瓦博士の指導により作られた日本最古の粘土瓦が、いまでも奈良元興寺の極楽坊本堂・禅室に葺かれている。

## 日本
日本の瓦は、日本瓦と洋瓦の大きく2つに分けられている。日本瓦は和形、洋瓦は洋形とも呼ばれる。
日本瓦の形は、丸瓦・平瓦・役瓦（役物瓦）の3つである。。
日本瓦の一つとされている本瓦を用いる本葺では、屋根地の広範囲は、男瓦（おがわら）である丸瓦と女瓦（めがわら）である平瓦を組み合わせて葺き、棟や軒先、ケラバ（袖）部分に多種類の役物瓦（役瓦）を使う。住宅建築によく見られるような桟瓦は平瓦に属すが、丸瓦を併合してあるので丸瓦を使わない。
本葺き形や桟瓦葺以外の形状デザインの瓦にも、基本の瓦である「平瓦」と特殊な役割を持つ「役瓦」がある。
いずれも、瓦葺きにはその専門職である屋根工事業の瓦葺職人が行う。

### 変遷

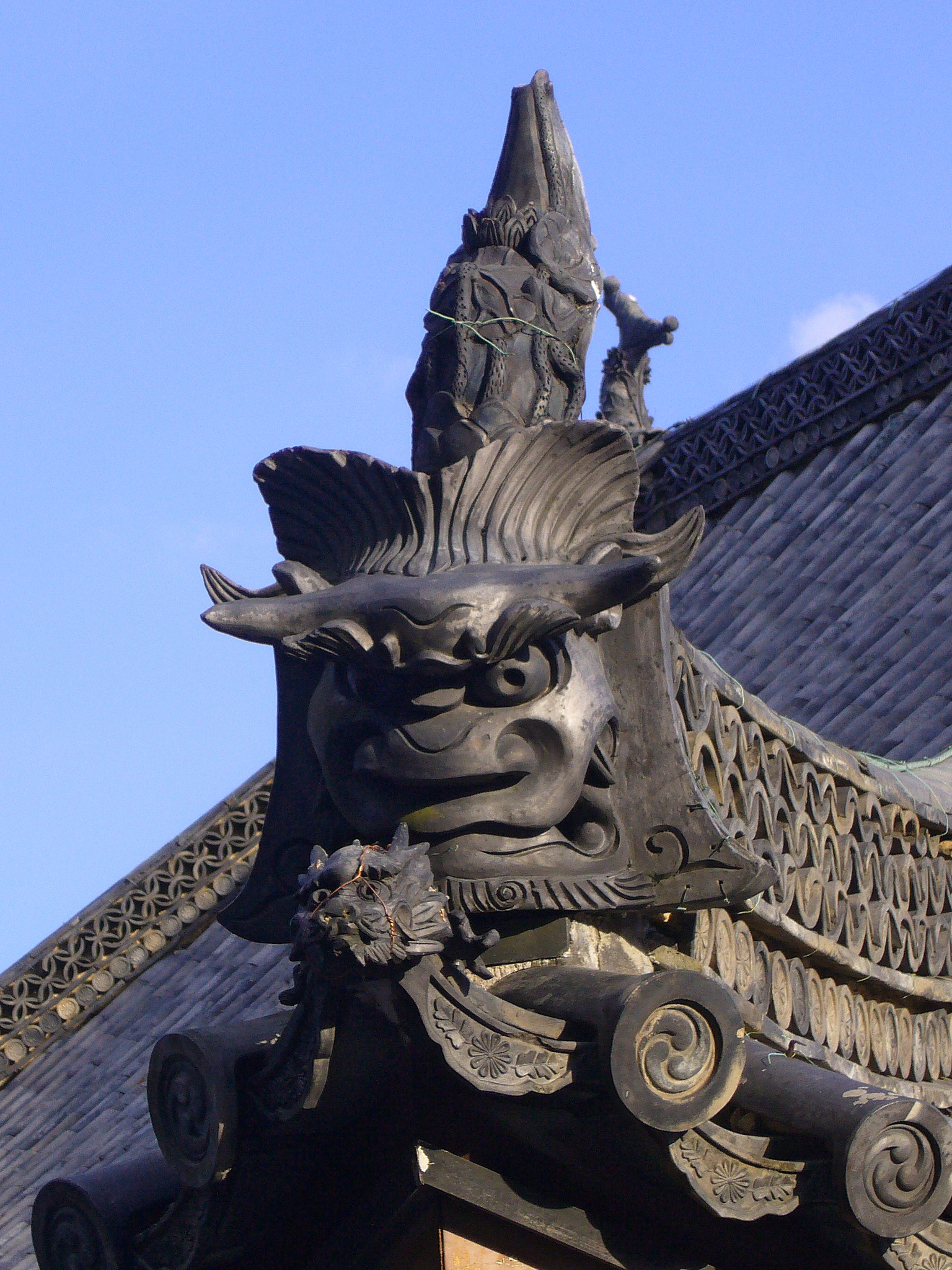
役物瓦（鬼瓦（中山寺本堂；いぶし瓦）

日本の瓦の歴史は西暦588年の瓦博士渡来に始まる。形は「行基葺き」という特殊なものは捨象すれば、現代の社寺にもよく見られる本瓦（本葺き形）である。
江戸時代には本葺き形の丸瓦と平瓦を一体にした簡略瓦（江戸葺瓦）が誕生し、これを葺き上がりのイメージから、障子の骨である“桟”になぞらえて桟瓦と呼んだ。1720年に江戸幕府により瓦葺きが奨励されて以降、住宅に葺かれる瓦として定着している。
桟瓦の登場以降は本葺き形を略式に対する本式という意味で「本瓦」と呼んだと考えられている。現在の形状区分でいう「和形（J形）」は当時としては本瓦と区別するために桟瓦や簡略瓦というだけでよかったが、明治時代にフランス人のアルフレッド・ジェラールが横浜で、現在見られるようなＦ形の元祖である「ジェラール瓦」の製造を開始し、また大正時代に「スペイン瓦（スパニッシュ形）」が輸入され三州産地で「S形」が生まれるに及び、それ以降、これらを洋瓦と呼び、在来の本瓦、桟瓦を日本瓦（和瓦）と区別している。それ以降は、桟瓦とは屋根地の大部分に使われる最も多い瓦で、大きさの基本となる瓦という意味でも使われるようになった。1926年以降、市街地建物法施行規則改正により当時の内務省は明治時代に考案された引掛桟瓦を奨励している。

### 製法区分

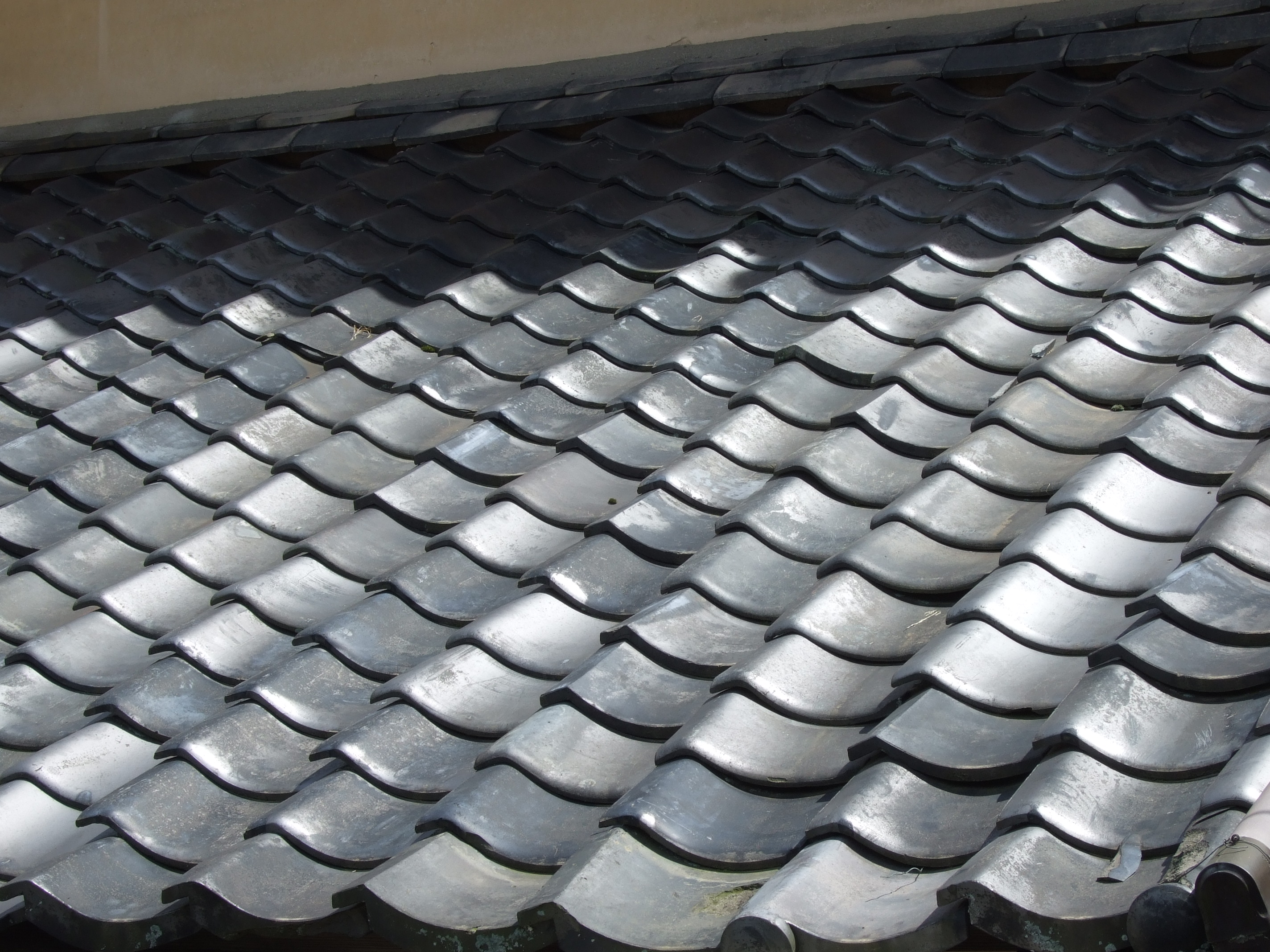
いぶし瓦　菊間瓦

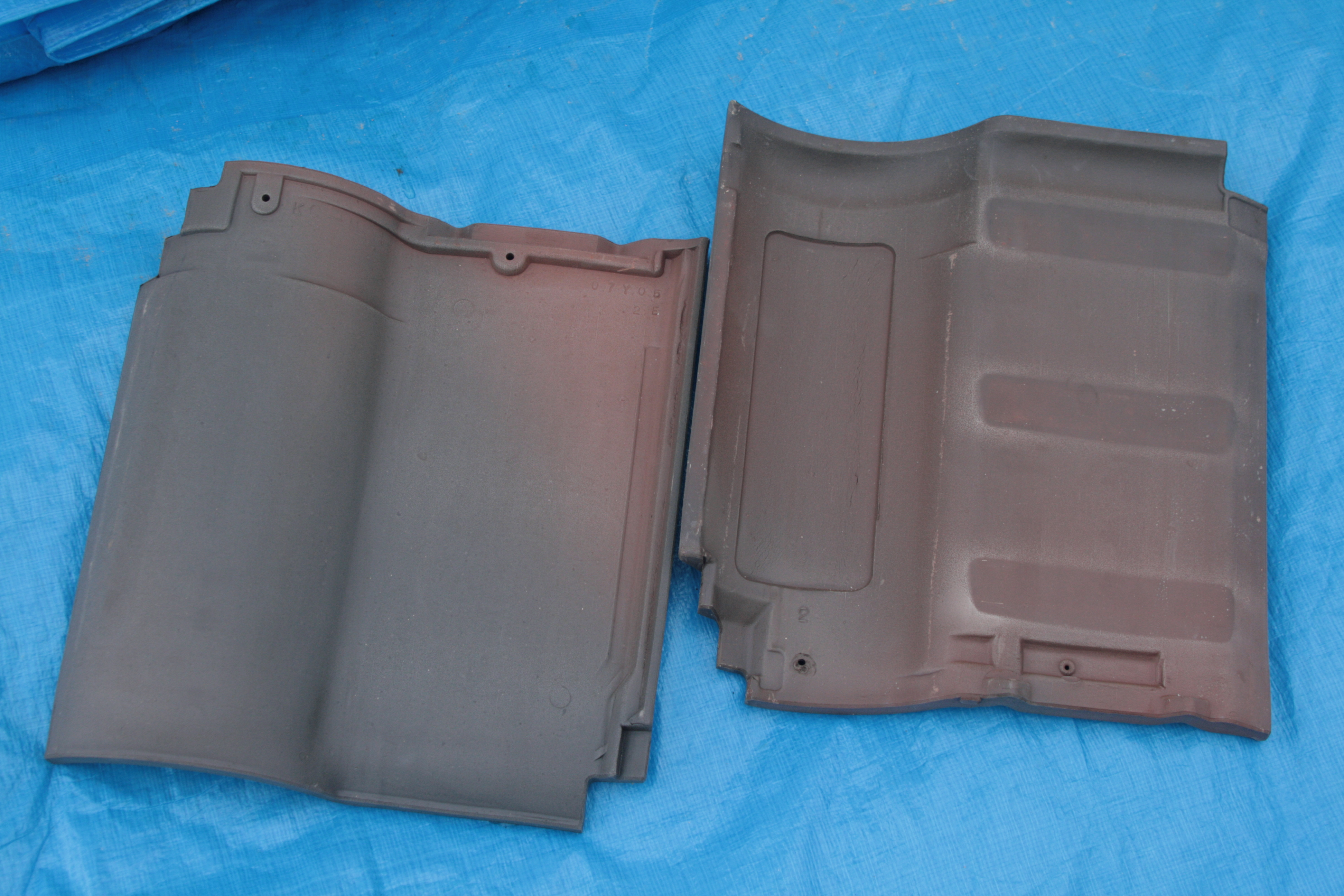
窯変瓦。釉薬がなく、裏表とも連続性の諧調変化がある。形状はＳ瓦。淡路瓦

製法区分上では、釉薬瓦（陶器瓦）といぶし瓦と無釉瓦の3つに大別されている。

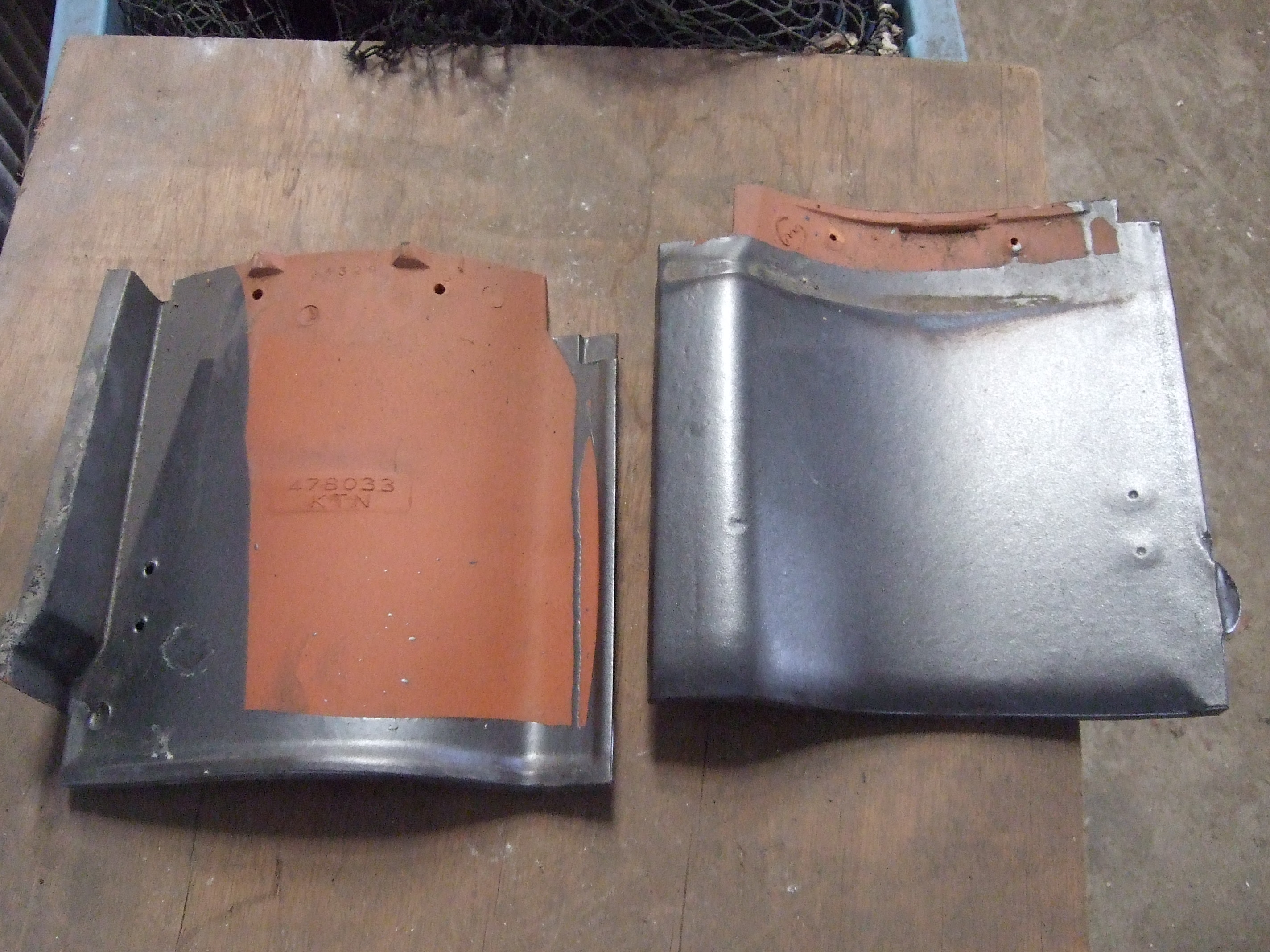
釉薬瓦。釉薬でいぶし瓦を模した製品だが、裏面をみると素焼きの素地が見えるので鑑別は容易。形状はＪ瓦。

釉薬瓦（ゆうやくがわら）
焼きものの絵具である釉薬（ゆうやく）を塗布して作られる。別名陶器瓦。これに塩焼瓦を含む。釉薬瓦は瓦の表面にガラス質の釉薬層を形成する。瓦そのものは赤色のことが多く、釉薬による着色も表面のみのことが多い。釉薬によって様々な色が表現でき、また量産性や色の管理も容易であるために、最も大量に生産されている瓦である。釉薬ゆえに均一な色しか表現できないが、表面のガラス層が耐水性をもつために、無釉薬瓦より耐久性が高いといわれる。
塩焼瓦（しおやきがわら）
釉薬の代わりに塩を使用する。瓦を1100℃位で焼成し、岩塩を焚口に投入すると、岩塩中のナトリウムと粘土中の珪酸アルミナと化合して赤褐色の珪酸ナトリウムのガラス状被膜ができる。仕上がりは赤褐色となる。三州瓦（愛知県）の最後の専用窯の操業が2006年春頃に停止されたため、現在では殆ど製造されていない。
いぶし瓦
素地の状態で瓦を焼成し、後にプロパンガスや水で希釈した灯油などを用いていぶし、瓦表面に炭素膜を形成したもの。瓦は裏も表も均一な黒色となる。古くは松葉などを燻化材に用いた。焼く前の素地仕上げの際に施される表面化粧の方法の一つとして片面か両面を金ベラで磨き、銀色のサエを強調する産地もある。新品のときは一様な黒色であるが、年月が経過すると黒～銀色の色調変化が現れ、屋根のアクセントになるのが特徴である。
無釉瓦
釉薬を施していない瓦をいう。素地そのままを焼き上げる素焼瓦、金属酸化物を原料粘土中に練り込んだ練り込み瓦、特殊な焼成雰囲気を意図的に作り出して焼く窯変瓦がある。

### 形状区分
瓦には、古来よりの伝統的なものもあれば、甍の波に代表されるデザイン、またフラットな板状など、異型のものも作られてきている。現在でも、JIS規格外のもの、国内で発明されたものから外来のものまで様々なものがある。以下は、JIS規格の形状区分や、その他の形状について記す。
JIS規格の形状区分上ではJ形（和形）、S形、F形（平板瓦を含む洋形）がある。
それ以外の形状では、寺社に多い本葺形やスパニッシュ形（西欧風本葺形）などがある。
近年の住宅の洋風化に伴い、新築住宅に使われる瓦の形状はF形が増えており、伝統的なJ形は減っている。
瓦の形状だけで建物の外観が和風や洋風になるわけではないが、多くが、外観に合うように使い分けられている。

### 産地

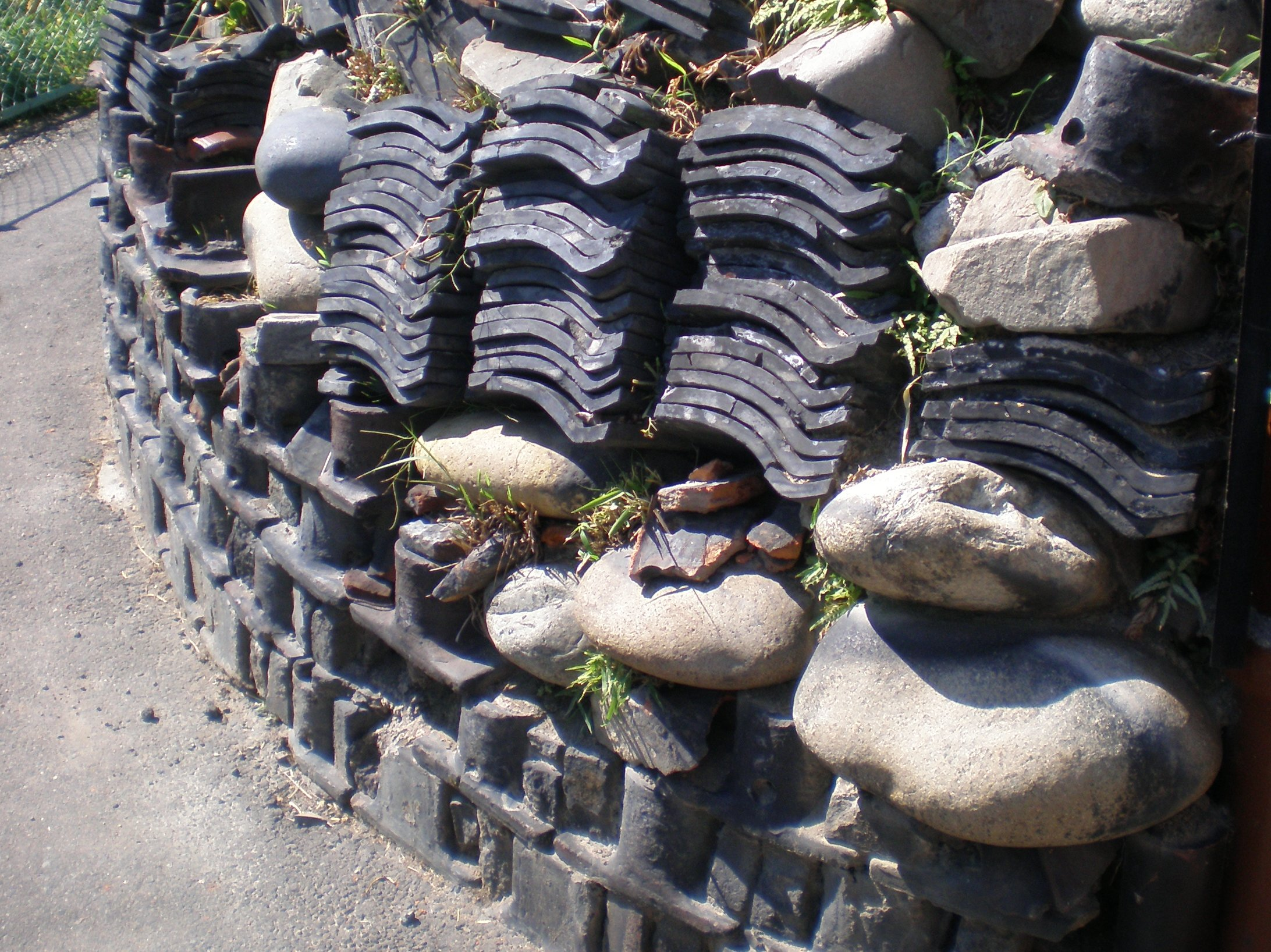
野積みされた瓦：いぶし瓦

かつては日本各地で生産されていたが、現在では、
- 愛知県西三河地方 - 三州瓦
- 兵庫県淡路島 - 淡路瓦
- 島根県石見地方 - 石州瓦

が三大産地に数えられている。近年これらの瓦は、出荷構成比の9割近くを占めている。
他にも以下のような瓦産地がある。
- 愛媛県菊間町 - 菊間瓦　いぶし瓦を主に生産
- 福井県 - 越前瓦
- 広島県東広島市西条地区 - 西条瓦　西条の赤土に近隣の田万里で採れる釉薬を施した赤い瓦。石州から移り住んだ職人が広めたといわれる。
- 鳥取県 - 津ノ井瓦　釉薬瓦。大正末期は15軒ほど製造元があったが、現在では福田益夫瓦工業所が1件残る。
- 沖縄県 - 琉球瓦　赤い釉薬瓦。戦後は60軒ほど製造元があったが、現在では奥原製陶が1件残るのみ。

## 中国
現代の中国では、身近な場所に産出する粘土を用いた粘土瓦の生産が盛んである。これは、粘土を捏ねてから、円筒形に整形し乾燥させる。それから、木炭あるいは石炭を利用した煉瓦製の窯で焼く。円筒形の瓦を溝に沿って二つに割ると、半円筒状のかわらとなる。同じような製法で、雨樋なども作られている。